# Bachotek
Bachotek – wieś w Polsce położona w województwie kujawsko-pomorskim, w powiecie brodnickim, w gminie Zbiczno.
W latach 1975–1998 miejscowość administracyjnie należała do województwa toruńskiego.
Miejscowość leży nad północno-wschodnim brzegiem jeziora Bachotek.

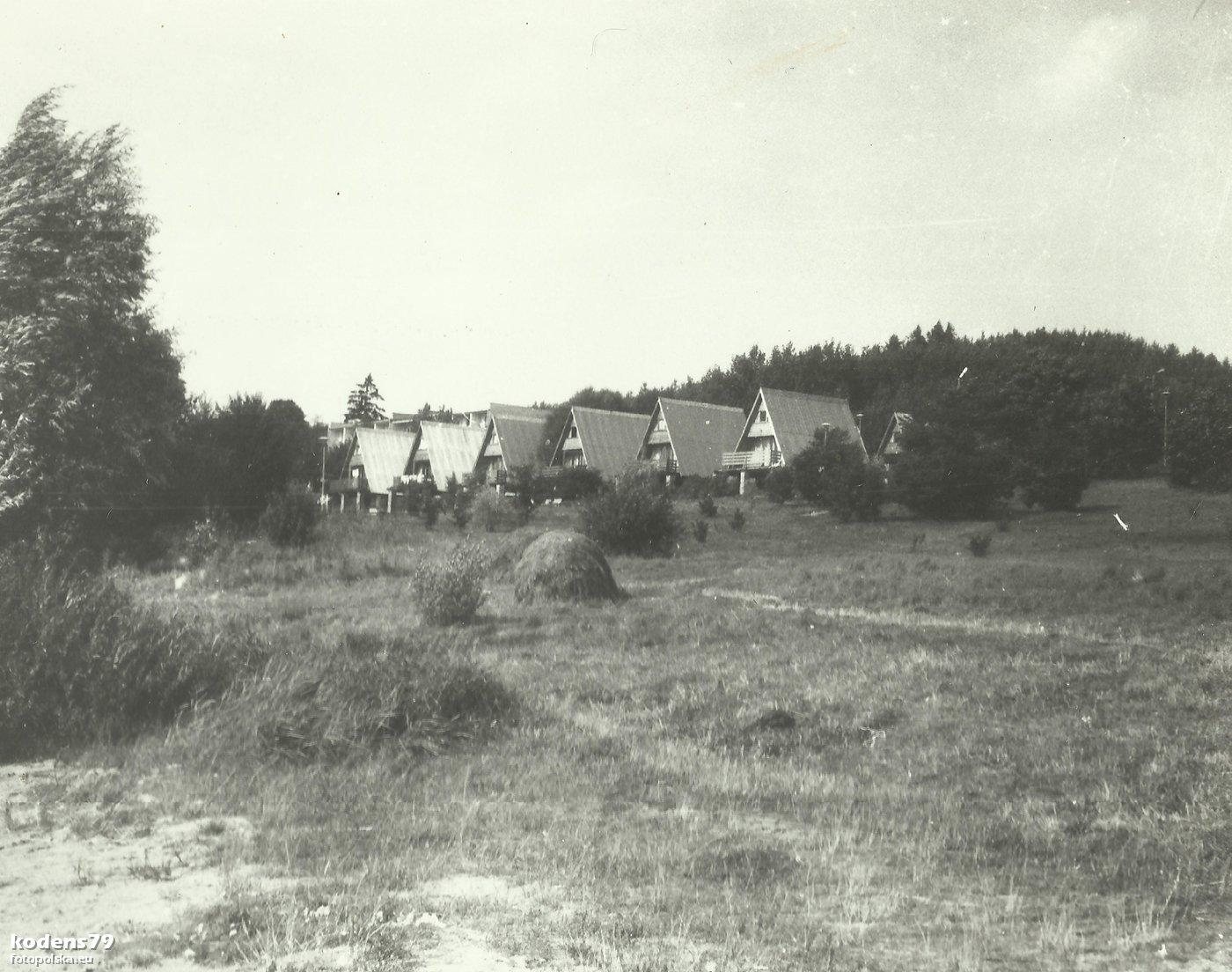
Ośrodek wypoczynkowy KWK Mysłowice w Bachotku, lata 80. XX w.

Przed II wojną światową właścicielem majątku Bachotek była rodzina Dzięgielewskich (w latach 1910–1945). Do 1927 roku Feliks Dzięgielewski senior, a po jego śmierci, od 1927, najmłodszy syn, Feliks Dzięgielewski junior. W czasie wojny Feliks był jako żołnierz internowany na Węgrzech. Jego brat Stanisław działał w brodnickim inspektoracie AK. W 1945 Dzięgielewskim nakazano opuścić nie tylko Bachotek, ale powiat.
W Bachotku znajduje się Ośrodek Szkoleniowo-Wypoczynkowy Uniwersytetu Mikołaja Kopernika w Toruniu, w którym odbywają się liczne seminaria, szkolenia i warsztaty. Przez wiele lat odbywały się tam Letnie Szkoły Zaawansowanych Metod Chemii Kwantowej, których uczestnikami byli między innymi dr Angela Merkel (późniejsza kanclerz RFN), prof. Jacek Karwowski i prof. Grzegorz Chałasiński.
Bachotek leży na Drodze św. Jakuba, jednym z najważniejszych chrześcijańskich szlaków pielgrzymkowych na świecie, prowadzącym do Santiago de Compostella w Hiszpanii. W Bachotku kończy się 18. etap szlaku Camino Polaco, jednego ze szlaków Drogi św. Jakuba w Polsce.